# Inakadate
Inakadate (田舎館村?) è un villaggio giapponese della prefettura di Aomori.